# Президія Югославії
Президія Югославії (серб. Председништво СФРJ / Predsedništvo SFRJ, босн., хорв. і чорн. Predsjedništvo SFRJ, словен. Predsedstvo SFRJ, мак. Председателство на СФРЈ) — державний орган, що очолював СФРЮ. Президію було вперше утворено 1971 року відповідно до поправок до конституції СФРЮ, згодом її було реорганізовано 1974 року з прийняттям нової конституції. У період з 1971 по 1974 Президія складалася з 23 осіб — до неї входило по 3 представники від кожної республіки, по 2 представники від кожного автономного краю та президент СФРЮ Йосип Броз Тіто.  У 1974 році кількість членів президії було скорочено до 9 — по одному представнику від кожної республіки та автономного краю і голова Президії Союзу комуністів Югославії. У 1988 році згідно з поправкою до конституції, представника СКЮ було виключено з числа членів Президії.
Представників республік та автономних країв обирали парламенти відповідних регіонів терміном на 5 років. Загалом, за новою конституцією, вибори проводили 4 рази – у 1974, 1979, 1984 та 1989 роках. У разі передчасного звільнення члена Президії з посади проводили довибори, а повноваження достроково обраного члена Президії тривали лише до закінчення терміну його попередника. Одна і та сама людина не могла бути обрана більше 2 разів поспіль.
У 1989 р. представників Словенії та Боснії і Герцеговини було обрано на всенародному голосуванні; парламенти лише затвердили цей вибір.
До своєї смерті в 1980 році беззмінним головою Президії був Тіто, що обіймав посаду довічного президента країни. Після його смерті головами на один рік ставали представники всіх республік та автономних країв по черзі (Македонія – Боснія та Герцеговина – Словенія – Сербія – Хорватія – Чорногорія – Воєводина – Косово). У 1991 році цей порядок було порушено, коли представник Сербії Борисав Йович, який ішов із посади голови, перешкодив автоматичному вступу на посаду представника Хорватії Стіпе Месича. Месич став головою Президії лише 1 липня.
Восени 1991 року представники Словенії, Хорватії, Македонії та Боснії і Герцеговини припинили участь у діяльності Президії. 4 члени президії, що залишилися, продовжили роботу до 15 червня 1992 року, коли Добрицю Чосича було обрано першим Президентом Союзної Республіки Югославія.